# Larga vida al rock and roll
Larga vida al rock and roll es el primer álbum de estudio de la banda española de heavy metal y hard rock Barón Rojo, editado el 27 de abril de 1981.

## Detalles
El disco se grabó en los estudios Escorpio de Madrid en noviembre de 1980, fue producido y publicado por Chapa Discos y está dedicado a la memoria de John Lennon, a quien habían matado recientemente.
El disco vino precedido por el sencillo «Con botas sucias» compuesto por Armando de Castro, cuyas siglas aluden veladamente a CBS, la compañía discográfica que editaba los discos de Coz, anterior grupo de los hermanos De Castro. La cara B de dicho sencillo fue el tema «Chica de la ciudad» compuesto en esta ocasión por ambos hermanos Armando y Carlos de Castro. 
Se extrajo otro sencillo de este disco, con el tema «Barón Rojo» en la cara A, éste compuesto por Sherpa y Carolina Cortés, y «Larga vida al rock and roll» en la cara B, que de nuevo fue compuesto por los hermanos de Castro, que fueron los que llevaron el peso compositivo en este disco, pues el tándem Carolina-Sherpa sólo firmó dos canciones.
La portada de este álbum fue creada por José Flores presentando la incursión del biplano del Barón Rojo en un videojuego de matamarcianos, probablemente inspirado en Moon Cresta. A pesar de ser el álbum debut de la banda logró una gran acogida en el público roquero contando con variadas ediciones en vinilo y casete (muchas piratas) que lograron llevar su música a Europa y Latinoamérica y cuenta en la actualidad con una respetable aceptación de la crítica especializada.
Las letras de esta primera entrega presentan un estilo bastante contestatario en canciones como «Con botas sucias» o «Larga vida al rock and roll», pero también con interesante contenido satírico, referente a la política de la época en «El presidente». La canción «Barón Rojo», que cerraba el LP, se convirtió en el tema introductorio de la mayoría de conciertos del grupo así mismo «Chica de la ciudad», «Desertores del Rock» y «El pobre» se volverían imprescindibles.
El disco obtuvo la certificación de disco de oro, lo que hizo que la banda actuara por toda España y se hablara de ella asiduamente en televisión, radio y prensa. El éxito del disco hizo que el siguiente larga duración fuera grabado en Londres. En 2013 el bajista y cantante «Sherpa» recibió el disco de oro correspondiente al "Larga Vida al Rock and Roll", el cual por circunstancias no concretadas no le fue entregado en su momento y hasta esa fecha pertenecía a la colección particular del local Starway Rock Restaurant.

## Lista de canciones
| Lado A |                           |                                       |          |  |
| N.º    | Título                    | Escritor(es)                          | Duración |  |
| 1.     | «Con botas sucias»        | Armando de Castro                     | 4:15     |  |
| 2.     | «Anda suelto Satanás»     | Luis Eduardo Aute                     | 3:40     |  |
| 3.     | «El pobre»                | José Luis Campuzano / Carolina Cortés | 3:40     |  |
| 4.     | «Los desertores del rock» | Carlos de Castro                      | 4:20     |  |
| 5.     | «Efluvios (Instrumental)» | Armando de Castro / Carlos de Castro  | 2:05     |  |

| Lado B |                               |                                       |          |  |
| N.º    | Título                        | Escritor(es)                          | Duración |  |
| 6.     | «Larga vida al rock and roll» | Armando de Castro / Carlos de Castro  | 4:04     |  |
| 7.     | «El presidente»               | Armando de Castro                     | 4:00     |  |
| 8.     | «Chica de la ciudad»          | Armando de Castro / Carlos de Castro  | 4:03     |  |
| 9.     | «Barón Rojo»                  | José Luis Campuzano / Carolina Cortés | 5:40     |  |

## Personal
- Armando de Castro: guitarra solista y rítmica, coros, talk box en «Con botas sucias», voz principal en «Anda suelto Satanás».
- Carlos de Castro: guitarra solista y rítmica, coros, voz principal en «Los desertores del rock», «Larga vida al rock and roll» y «Chica de la ciudad».
- José Luis Campuzano: bajo, coros, voz principal en «Con botas sucias», «El pobre», «El presidente» y «Barón Rojo».
- Hermes Calabria: batería.